# ماچا ون در وارت
ماچا ون در وارت (انگلیسی: Macha van der Vaart؛ زادهٔ ۱۷ آوریل ۱۹۷۲) ورزشکار هاکی روی چمن اهل پادشاهی هلند است.
وی در مسابقات کشوری و بین‌المللی در مجموع برندهٔ ۲ مدال طلا، ۴ مدال نقره، ۳ مدال برنز شده‌است.